# Aiube ibne Xarabil
Aiube ibne Xarabil (em árabe: أيوب بن شرحبيل; romaniz.: Aiub ibn Xarhabil) foi o governador do Egito durante o reinado do califa omíada Omar II (r. 717–720). Em sua ascensão em 717, Omar pediu a seus conselheiros que nomeassem os homens mais adequados entre os colonos árabes (jundes) do Egito para que pudesse escolher um deles como o novo governador da província; Aiube foi um dos dois homens escolhidos e foi nomeado ao cargo. O seu mandato foi marcado pelas reformas piedosas de Omar, destinadas a apoiar os muçulmanos e a espalhar a islamização por todo o califado: embora os privilégios da Igreja cristã e dos mosteiros tenham sido confirmados, os chefes de aldeias cristãos foram substituídos por muçulmanos, a venda de vinho foi proibida, a jizia foi aplicada universalmente e a pressão à conversão da população ao Islão aumentou.